# Torneio Integração da Amazônia
Il Torneio Integração da Amazônia, o Copa da Amazônia, è stata una delle competizioni calcistiche regionali più antiche del Brasile. Partecipavano le squadre dell'Acre, dell'Amapá, della Rondônia, e del Roraima.

## Albo d'oro
| Anno         | Squadra           | Stato         |
| ------------ | ----------------- | ------------- |
| 1975         | Macapá            | Amapá         |
| 1976         | Rio Branco-AC     | Acre          |
| 1977         | Moto Clube        | Rondônia      |
| 1978         | Moto Clube        | Rondônia      |
| 1979         | Rio Branco-AC     | Acre          |
| 1980         | Ferroviário-RO    | Rondônia      |
| 1981         | Juventus-AC       | Acre          |
| 1982         | Juventus-AC       | Acre          |
| 1983         | Baré              | Roraima       |
| 1984         | Rio Branco-AC     | Acre          |
| 1985         | Baré Trem         | Roraima Amapá |
| 1986         | Trem              | Amapá         |
| 1987         | Trem              | Amapá         |
| 1988         | Trem              | Amapá         |
| 1989         | titolo non deciso |               |
| 1990         | Trem              | Amapá         |
| 1991 al 2002 | non disputato     |               |
| 2003         | CFA               | Rondônia      |

## Titoli per squadra
| Squadra        | Stato    | Titoli |
| -------------- | -------- | ------ |
| Trem           | Amapá    | 5      |
| Rio Branco-AC  | Acre     | 3      |
| Baré           | Roraima  | 2      |
| Juventus-AC    | Acre     | 2      |
| Moto Clube     | Rondônia | 2      |
| CFA            | Rondônia | 1      |
| Ferroviário-RO | Rondônia | 1      |
| Macapá         | Amapá    | 1      |

## Titoli per stato
| Stato    | Titoli |
| -------- | ------ |
| Amapá    | 6      |
| Acre     | 5      |
| Rondônia | 4      |
| Roraima  | 2      |